# Culturación
La culturación designa en Antropología distintas formas de asumir aquello designado como cultura. También es un término usado en Teología.
- Nociones antropológicas:

- - Aculturación (proceso de transformaciones de una persona o grupo humano derivadas de su contacto con una cultura que no es la suya)
  - Enculturación o endoculturación (concepto análogo al de socialización = proceso de iniciación de una persona o grupo a su propia cultura o sociedad)
  - Transculturación (término que denota o la presencia de determinados elementos culturales a través de diversas culturas o la transferencia etnocéntrica y unidireccional de elementos culturales de una cultura dominante a otra cultura, generalmente subordinada).
  - Adaptación, ajuste fenomenológico tanto del ejerce una cultura (modos de ser y de obrar) como del mensaje (traducción y expresión) a la cultura destinataria.

- Nociones teológicas

- - Inculturación designa, en Teología, el proceso activo a partir del interior mismo de la cultura que recibe la revelación a través de la evangelización y que la comprende y traduce según su propio modo de ser, de actuar y de comunicarse.

- Datos: Q5794633